# Epidesma demonis
Epidesma demonis là một loài bướm đêm thuộc phân họ Arctiinae, họ Erebidae.